# Margny (Marna)
Margny è un comune francese di 112 abitanti situato nel dipartimento della Marna nella regione del Grand Est.

## Società

### Evoluzione demografica
Abitanti censiti